# الإعلام المرتبط بعلم الإنسان

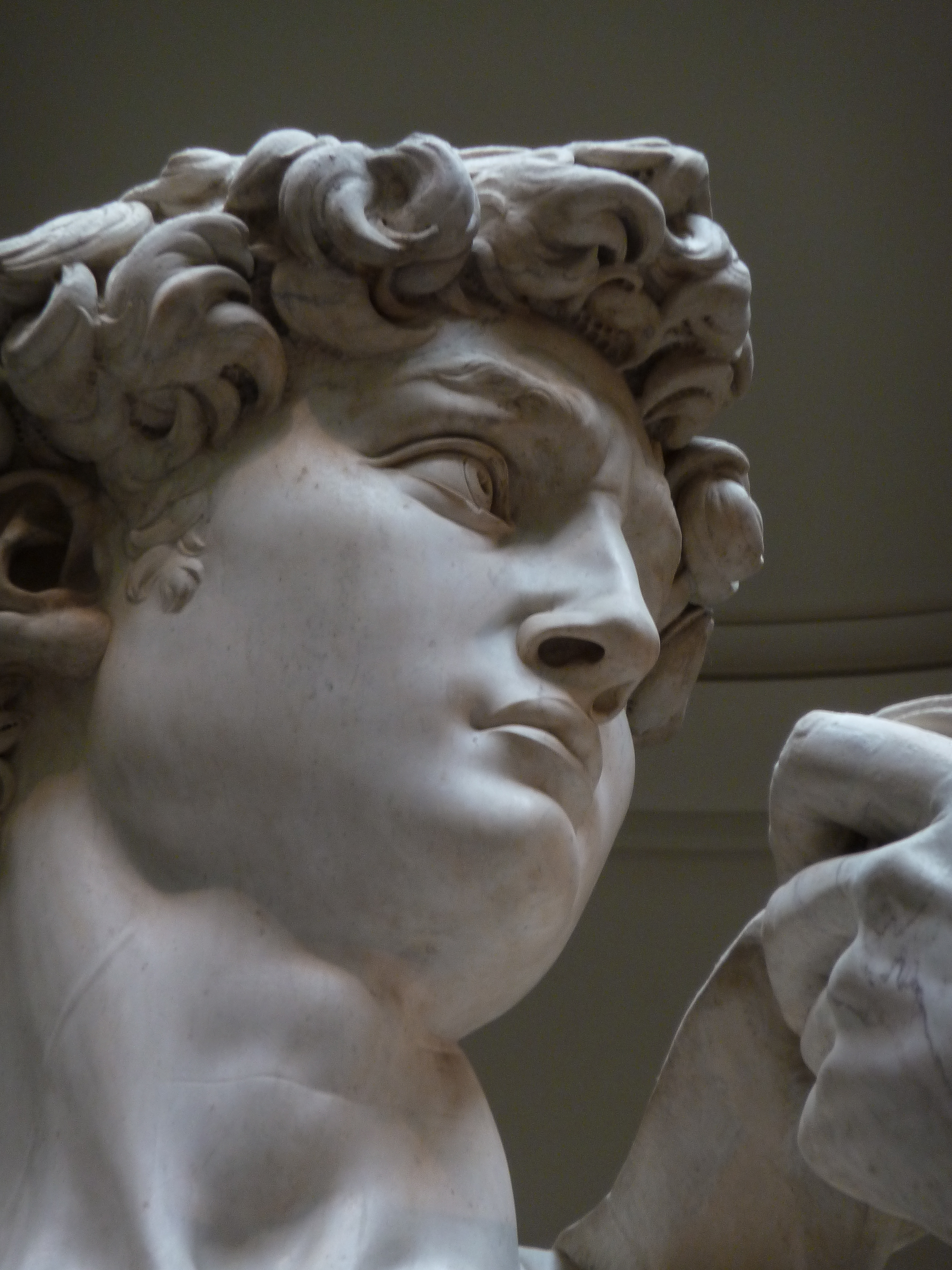

يعتبر الإعلام المرتبط بعلم الإنسان أو بما يسمى أيضاً علم الإنسان الإعلامي مجالًا للدراسة داخل علم الإنسان الاجتماعي أو الثقافي  و الذي يشدد بوصف الدراسات العرقية وسيلة لفهم المنتجين والجمهور والجوانب الثقافية والاجتماعية الأخرى لوسائل الإعلام.

## المنهجية
يميز استخدام الأساليب النوعية، وخاصة العرقية، الإعلام المرتبط بعلم الإنسان عن الأساليب التأديبية الأخرى لوسائل الإعلام. في الدراسات الإعلامية، كان الإعلام المختص بالأعراق يحظى باهتمام متزايد منذ الثمانينيات. ومع ذلك، وكما ذكر ستيفن بوتنام هيوز في مراجعة حديثة، فإن هذه الدراسات لا تشارك غالباً في العمل الميداني العرقي الصارم، أو تتجاهل أو تسيء لاستخدام تقنيات علم الإنسان البارزة مثل مراقبة المشاركين أو العمل الميداني طويل الأمد. و بالنظر إلى هذه الاختلافات، يرى العلماء المختصين بعلم الإنسان و الذين يهتمون بوسائل الإعلام أنهم يشكلون مجالاً فرعياً متميزاً من الأساليب العرقية إلى كل من الدراسات الإعلامية و الثقافية.

## النظرية
الإعلام المرتبط بعلم الإنسان هو مجال متعدد التخصصات إلى حد ما، مع مجموعة واسعة من التأثيرات الأخرى. تتراوح النظريات المستخدمة في الإعلام المرتبط بعلم الإنسان من مناهج الممارسة و التي ترتبط بالمنظرين مثل بيير بورديو، وكذلك مناقشات حول تخصيص وتكييف التقنيات والممارسات الجديدة. كما تم تبني مناهج نظرية من علم الإنسان المرئي ومن نظرية الأفلام، وكذلك من دراسات الطقوس ودراسات الأداء (مثل الرقص والمسرح)، ودراسات الاستهلاك، واستقبال الجمهور في الدراسات الإعلامية، ونظريات الشبكات و الإعلام الجديدة، ونظريات العولمة ونظريات المجتمع المدني الدولي ومناقشات حول الاتصالات الاشتراكية و الجهد الحكومي في دراسات التنمية.

## السياقات العرقية
تتراوح أنواع السياقات العرقية التي تم استكشافها في الإعلام المرتبط بعلم الإنسان من سياقات الإنتاج الإعلامي (على سبيل المثال، الأعراق في غرف الأخبار لدى الصحف، والصحفيين في الميدان، وإنتاج الأفلام) إلى سياقات الاستقبال الإعلامي، ومتابعة الجماهير في ردودهم اليومية على وسائل الإعلام مثل  كاريكاتير الصحف (كاندوري 2014).  و أنواع أخرى مثل الأعراق المرتبطة بالتكنولوجيا الرقمية، وهي مجال جديد نسبياً لأبحاث الإنترنت، بالإضافة إلى الدراسات العرقية لمجالات البحث الأخرى التي يحدث فيها إشراك وسائل الإعلام، مثل أعمال التطوير أو الحركات الاجتماعية أو حقوق الإنسان أو التعليم الصحي. هذا بالإضافة إلى العديد من السياقات العرقية الكلاسيكية، حيث بدأت وسائل الإعلام مثل الراديو والصحافة ووسائل الإعلام الجديدة و التلفزيون (مانكيكر 1999، أبو لغد 2015) بوضع بصمة لها منذ أوائل التسعينيات.